# Чиба
Чиба (рум. Ciba) — село у повіті Харгіта в Румунії. Адміністративно підпорядковане місту М'єркуря-Чук.
Село розташоване на відстані 217 км на північ від Бухареста, 5 км на захід від М'єркуря-Чука, 81 км на північ від Брашова.

## Населення
За даними перепису населення 2002 року у селі проживали 179 осіб, з них 176 осіб (98,3%) угорців. Рідною мовою 176 осіб (98,3%) назвали угорську.